# جولي روجر

علم إدوارد إنجلاند

جولي روجر (بالإنجليزية: Jolly Roger)‏، هو الاسم التقليدي لحامل راية القراصنة، وظهر القراصنة في القرن الثامن عشر ميلادية، والتي يعرف بالعصر الذهبي للقراصنة.